# Óscar Humberto Mejía Victores
Óscar Humberto Mejía Victores (Città del Guatemala, 9 dicembre 1930 – Città del Guatemala, 1º febbraio 2016) è stato un politico e generale guatemalteco.
È stato il Presidente del Guatemala dall'agosto 1983 al gennaio 1986.